# Ministero dell'energia (Russia)
Il ministero dell'energia è il dicastero del governo della Federazione Russa preposto all'attuazione delle politiche energetiche. Istituito nel 2008 dal Presidente Dmitrij Medvedev (con Vladimir Putin Primo ministro), i suoi uffici erano precedentemente incardinati presso il ministero dell'industria e dell'energia (2004-2008) e, ancor prima, presso il ministero del carburante e dell'energia (1992-2000).

## Ministri
|    | Ministro    | Ministro        | Governo           | Dal              | Al             |
| -- | ----------- | --------------- | ----------------- | ---------------- | -------------- |
| 1° |             | Sergej Šmatko   | Putin II          | 12 maggio 2008   | 21 maggio 2012 |
| 2° |             | Aleksandr Novak | Medvedev I        | 21 maggio 2012   | 18 maggio 2018 |
| 2° | Medvedev II | Aleksandr Novak | 18 maggio 2018    | 21 gennaio 2020  |                |
| 2° | Mišustin I  | Aleksandr Novak | 21 gennaio 2020   | 10 novembre 2020 |                |
| 3° | Mišustin I  |                 | Nikolaj Šul'ginov | 10 novembre 2020 | 11 maggio 2024 |
| 4° |             | Sergej Civilëv  | Mišustin II       | 11 maggio 2024   |                |